# アバメクチン
アバメクチン(Abamectin)は、広く用いられている殺虫剤、駆虫薬である。

## 活性
アバメクチンは、殺虫剤の他、殺ダニ剤や殺線虫剤としての活性も持つ。

## 使用
獣医により殺線虫剤としても用いられる。安息香酸塩であるエマメクチンも殺虫剤として用いられる。

## 商標名
商標名としては、Abba、Abathor、Affirm、Agri-Mek、Avid、Dynamec、Epi-Mek、Genesis Horse Wormer、Reaper、Termictine 5%、Vertimec、CAM-MEK 1.8% EC (cam for agrochemicals)、Zephyr、Cure 1.8 EC等がある。

## 安全性
高い毒性を有するので、毒物及び劇物取締法により、1.8%以下含有の製剤を劇物、1.8%を超えるものを毒物と指定された。